# Liste der Baudenkmäler in Stadtlauringen
Auf dieser Seite sind die Baudenkmäler in dem unterfränkischen Markt Stadtlauringen zusammengestellt. Diese Tabelle ist eine Teilliste der Liste der Baudenkmäler in Bayern. Grundlage ist die Bayerische Denkmalliste, die auf Basis des Bayerischen Denkmalschutzgesetzes vom 1. Oktober 1973 erstmals erstellt wurde und seither durch das Bayerische Landesamt für Denkmalpflege geführt wird. Die folgenden Angaben ersetzen nicht die rechtsverbindliche Auskunft der Denkmalschutzbehörde.
 Diese Liste gibt den Fortschreibungsstand vom 1. Mai 2020 wieder und enthält 159 Baudenkmäler.

## Ensembles

### Ensemble Marktplatz
Der Name des heutigen Marktes erinnert an die Verleihung des Stadtrechts 1484 durch Fürstbischof Rudolf II. von Scherenberg. Das Platzbild des ungefähr quadratischen Marktplatzes wird von zweigeschossigen Ganzfachwerkbauten des 16.–18. Jahrhunderts bestimmt. Beherrschend erhebt sich frei in der Platzmitte die Baugruppe zweier Fachwerkgiebelhäuser, von denen das größere das Rathaus von 1563 ist; davor ein Brunnenhäuschen mit Spitzhelm. An der Platznordseite haben sich zwei weitere, bedeutende Fachwerkhäuser erhalten, Nr. 15 von 1686 und Nr. 16 von 1614. Der Platzraum wird an der westlichen Nordseite, der Süd- und Westseite von einer traufseitigen Bebauung umschlossen. An der Ostseite hat das Platzensemble Störungen erfahren, durch einen Bau der Jahrhundertwende (Nr. 17) und den Neubau der Pfarrkirche von 1972; doch ist auch hier die Geschlossenheit bewahrt, zumal die Fassade der alten Kirche in der Südostecke der beherrschende Baukörper bleibt (Lage). Umgrenzung: Marktplatz 1-18, Kirchplatz 1, Haintorstraße 1, 3. Aktennummer: E-6-78-181-1.

## Stadtbefestigung Stadtlauringen
Von der 1613–17 weitgehend erneuerten Ortsmauer haben sich im Nordwesten verbaute Teilstücke und im Südwesten ein freistehender Abschnitt erhalten; Turmstumpf der Ortsbefestigung, um 1615, vor der Südosteckeder ehem. Amtskellerei; Torpfeiler des ehem. Haintores und anschließende Mauer, 1765 und frühes 17. Jahrhundert. Adressen: Kettenstraße 10, Kettenstraße 11, Kitzgasse 7, Lindenstraße 3, Allee 9, Haintorstraße 9. Aktennummer: D-6-78-181-1.
| Lage                                                                                  | Objekt                         | Beschreibung | Akten-Nr.    | Bild           |
| ------------------------------------------------------------------------------------- | ------------------------------ | --- | ------------ | -------------- |
| Am Wereth (Standort)                                                                  | Ortsmauer                      | Im südlichen Verlauf freistehender Abschnitt der Ortsmauer, nachmittelalterlich                                           | D-6-78-181-1 | weitere Bilder |
| Allee 9; vor der Südostecke der ehemaligen Amtskellerei (Standort)                    | Turmstumpf der Ortsbefestigung | Um 1615 | D-6-78-181-1 | weitere Bilder |
| Kettenstraße 13 (Standort)                                                            | Reste der Ortsmauer            | Nachmittelalterlich; nicht nachqualifiziert                                                                               | D-6-78-181-1 | BW             |
| Haintorstraße 9 (Standort)                                                            | Stadtbefestigung               | Torpfeiler des ehemaligen Haintores und anschließende Stadtmauer, 1765 und frühes 17. Jahrhundert; nicht nachqualifiziert | D-6-78-181-1 | weitere Bilder |
| Haintorstraße 11–33 (ungerade Nummern), an den hinteren Grundstücksgrenzen (Standort) | Reste der Ortsmauer            | Nachmittelalterlich, in den Scheunen verbaut; nicht nachqualifiziert                                                      | D-6-78-181-1 | BW             |

## Baudenkmäler nach Gemeindeteilen

### Stadtlauringen
| Lage | Objekt                                                            | Beschreibung | Akten-Nr.      | Bild                                             |
| --- | ----------------------------------------------------------------- | --- | -------------- | ------------------------------------------------ |
| An der Ziegelhütte; Am Wereth (Standort)                                                                                          | Kreuzschlepper                                                    | Freifigur auf rundem Schaft, bezeichnet „1729“                                                                                     | D-6-78-181-34  | weitere Bilder                                   |
| Beckenstraße 2 (Standort) | Ackerbürgerhaus                                                   | Zweigeschossiger giebelständiger Satteldachbau, Fachwerk, mit Torbogen, bezeichnet „1729“                                          | D-6-78-181-3   | Ackerbürgerhaus                                  |
| Beckenstraße 6 (Standort) | Ackerbürgerhaus                                                   | Zweigeschossiger giebelständiger Satteldachbau mit Fachwerk, 16./17. Jahrhundert                                                   | D-6-78-181-4   | weitere Bilder                                   |
| Beckenstraße 8 (Standort) | Ackerbürgerhaus                                                   | Zweigeschossiger traufständiger Satteldachbau mit Fachwerkobergeschoss, 18. Jahrhundert                                            | D-6-78-181-5   | weitere Bilder                                   |
| Beckenstraße 11 (Standort) | Wohnhaus, „Alte Apotheke“, 1876–1950 Apotheke                     | Zweigeschossiges Halbwalmdachhaus mit Fachwerkobergeschoss, 18. Jahrhundert                                                        | D-6-78-181-6   | weitere Bilder                                   |
| Beckenstraße 11 (Standort) | Eingeschossiger Anbau                                             | Mit Satteldach, zweite Hälfte 19. Jahrhundert                                                                                      | D-6-78-181-6   | Eingeschossiger Anbau                            |
| Friedhof () | Grabstein des Johann Knies                                        | 1878 | D-6-78-181-154 |                                                  |
| Friedhofstraße 5 (Standort) | Kriegerdenkmal zum Gedenken an die Gefallenen des Krieges 1870/71 | Mit Marienfigur, 1888 von Valentin Weidner                                                                                         | D-6-78-181-33  | weitere Bilder                                   |
| Grabengasse 4 (Standort) | Wohnhaus                                                          | Zweigeschossiges Giebelhaus mit Fachwerkobergeschoss, 18. Jahrhundert                                                              | D-6-78-181-7   | weitere Bilder                                   |
| Grabengasse 4 (Standort) | Hoftor                                                            | 19. Jahrhundert | D-6-78-181-7   | weitere Bilder                                   |
| Haintorstraße 3 (Standort) | Ackerbürgerhaus                                                   | Zweigeschossiger traufständiger Halbwalmdachbau mit Zierfachwerkobergeschoss, bezeichnet „1630“; ist Teil des Ensembles Marktplatz | D-6-78-181-9   | weitere Bilder                                   |
| Haintorstraße 5 (Standort) | Kleinhaus                                                         | Eingeschossiger giebelständiger Satteldachbau mit Zierfachwerkgiebel, bezeichnet „1653“, sonst weitgehend Neubau                   | D-6-78-181-10  | Kleinhaus                                        |
| auf dem Kerlesberg (Standort) | Kapelle                                                           | Sandsteinquaderbau mit eingezogenem Chor und Rundbogenfenstern, 1898–99                                                            | D-6-78-181-31  | Kapelle                                          |
| Kapellenweg 11; Friedhofstraße; Sulzdorfer Hügel; Sulzdorfer Straße 8; Friedhofstraße 4, zwischen Friedhof und Kapelle (Standort) | Kreuzwegstationen                                                 | Ende 19. Jahrhundert | D-6-78-181-31  | BW                                               |
| Kellereistraße 7 (Standort) | Ehemaliges Benefiziatenhaus                                       | Zweigeschossiges Fachwerkhaus mit Walmdach, 1722                                                                                   | D-6-78-181-151 | Ehemaliges Benefiziatenhaus                      |
| Kellereistraße 8; Kellereistraße 10; Kellereistraße 12 (Standort)                                                                 | Ehemalige Amtskellerei, Amtshaus                                  | Zweigeschossiger giebelständiger Halbwalmdachbau, 1606, mit späteren Veränderungen                                                 | D-6-78-181-12  | weitere Bilder                                   |
| Kellereistraße 8; Kellereistraße 10; Kellereistraße 12 (Standort)                                                                 | Ehemalige Amtskellerei, Zehntscheune                              | Eingeschossiger Fachwerkbau mit Satteldach, 1606                                                                                   | D-6-78-181-12  | weitere Bilder                                   |
| Kellereistraße 8; Kellereistraße 10; Kellereistraße 12 (Standort)                                                                 | Ehemalige Amtskellerei, Fürstenbau                                | Zweigeschossiger Satteldachbau, 1628                                                                                               | D-6-78-181-12  | weitere Bilder                                   |
| Kellereistraße 8; Kellereistraße 10; Kellereistraße 12 (Standort)                                                                 | Ehemalige Amtskellerei, Schüttbau                                 | Langgestreckter dreigeschossiger Massivbau mit Volutengiebeln, 1628                                                                | D-6-78-181-12  | weitere Bilder                                   |
| Kellereistraße 14 (Standort) | Hoftor                                                            | Rundbogige Durchfahrt mit separater Fußgängerpforte und Nische für Hausfigur, bezeichnet „1716“                                    | D-6-78-181-13  | weitere Bilder                                   |
| Kettenstraße 5 (Standort) | Ackerbürgerhaus                                                   | Zweigeschossiger giebelständiger Satteldachbau mit Fachwerkobergeschoss                                                            | D-6-78-181-14  | weitere Bilder                                   |
| Kettenstraße 5 (Standort) | Hoftor                                                            | Mit Fußgängerpforte und Hausfigur, 17./18. Jahrhundert                                                                             | D-6-78-181-14  | Hoftor                                           |
| Kirchplatz 1 (Standort) | Katholische Pfarrkirche St. Johannes der Täufer                   | Turm nachgotisch um 1600, Langhaus 1731–32 von Martin Bader, Erweiterungsbau 1972; mit Ausstattung; gehört zum Ensemble Marktplatz | D-6-78-181-16  | weitere Bilder                                   |
| Kirchplatz 2 (Standort) | Wohnhaus                                                          | Zweigeschossiger traufständiger Satteldachbau mit Fachwerkobergeschoss, 17./18. Jahrhundert                                        | D-6-78-181-17  | Wohnhaus                                         |
| Kirchplatz 3 (Standort) | Wohnhaus, ehemaliges Frühmessstifterhaus                          | Zweigeschossiger traufständiger Satteldachbau mit Fachwerkobergeschoss, bezeichnet „1785“                                          | D-6-78-181-18  | Wohnhaus, ehemaliges Frühmessstifterhaus         |
| Kirchplatz 5 (Standort) | Pfarrhaus                                                         | Zweigeschossiger traufständiger Satteldachbau mit Fachwerkobergeschoss, im Kern 1684, Erweiterungsbau 1906                         | D-6-78-181-19  | Pfarrhaus                                        |
| Kitzgasse 1 (Standort) | Bauernhof                                                         | Zweigeschossiger Walmdachbau mit Fachwerk, verputzt, 18. Jahrhundert Holzlege, Fachwerk, 18. Jahrhundert                           | D-6-78-181-20  | weitere Bilder                                   |
| Marktplatz; vor dem Rathaus (Standort)                                                                                            | Brunnenhäuschen                                                   | Brunnenbecken mit drei gefasten Säulen und Spitzhelm, bezeichnet „1563“                                                            | D-6-78-181-30  | weitere Bilder                                   |
| Marktplatz 1 (Standort) | Rathaus                                                           | Zweigeschossiger Fachwerkbau mit einseitig abgewalmten Satteldach und dreischiffiger Halle im Erdgeschoss, 1563                    | D-6-78-181-21  | weitere Bilder                                   |
| Marktplatz 1 (Standort) | Sogenanntes Bäckerhaus, heute Teil des Rathauses                  | Zweigeschossiger Satteldachbau, Fachwerk, 17./18. Jahrhundert, 1982 wiedererrichtet                                                | D-6-78-181-22  | Sogenanntes Bäckerhaus, heute Teil des Rathauses |
| Marktplatz 3 (Standort) | Wohnhaus                                                          | Zweigeschossiger Satteldachbau, Fachwerk, 18./19. Jahrhundert                                                                      | D-6-78-181-23  | Wohnhaus                                         |
| Marktplatz 5 (Standort) | Wohnhaus                                                          | Zweigeschossiger traufständiger Satteldachbau, Zierfachwerkobergeschoss, 18. Jahrhundert                                           | D-6-78-181-24  | Wohnhaus                                         |
| Marktplatz 6 (Standort) | Wohnhaus                                                          | Zweigeschossiger traufständiger Satteldachbau, Fachwerk, mit Toreinfahrt, erste Hälfte 19. Jahrhundert                             | D-6-78-181-25  | Wohnhaus                                         |
| Marktplatz 9 (Standort) | Wohnhaus                                                          | Zweigeschossiger traufständiger Satteldachbau, Fachwerk, 18./19. Jahrhundert                                                       | D-6-78-181-26  | Wohnhaus                                         |
| Marktplatz 13 (Standort) | Wohnhaus                                                          | Zweigeschossiger traufständiger Halbwalmdachbau, verputztes Fachwerk, 18. Jahrhundert                                              | D-6-78-181-27  | weitere Bilder                                   |
| Marktplatz 14; Marktplatz 15 (Standort)                                                                                           | Bürgerhaus                                                        | Zweigeschossiges traufseitiges Doppelhaus mit Satteldach, Nr. 15 mit freigelegtem Zierfachwerk, bezeichnet „1686“                  | D-6-78-181-28  | Bürgerhaus                                       |
| Marktplatz 16 (Standort) | Ackerbürgerhaus, sogenannte Alte Sparkasse                        | Zweigeschossiger giebelständiger Krüppelwalmdachbau, Fachwerk, 1614                                                                | D-6-78-181-29  | weitere Bilder                                   |
| Marktplatz 16 (Standort) | Nebengebäude                                                      | Mit Laube, 17./18. Jahrhundert | D-6-78-181-29  | weitere Bilder                                   |
| Marktplatz 16 (Standort) | Scheune                                                           | 17./18. Jahrhundert | D-6-78-181-29  | weitere Bilder                                   |
| Schweinfurter Straße 3 (Standort)                                                                                                 | Wegkreuz                                                          | Kruzifix, Sandstein, bezeichnet „1856“                                                                                             | D-6-78-181-156 | weitere Bilder                                   |

### Altenmünster
| Lage                              | Objekt                                    | Beschreibung | Akten-Nr.     | Bild           |
| --------------------------------- | ----------------------------------------- | --- | ------------- | -------------- |
| Am Dorfbrunnen 4 (Standort)       | Katholische Pfarrkirche Mariä Himmelfahrt | Chorturmkirche, Chorturm im Kern um 1300, sonst 1672; mit Ausstattung                                                    | D-6-78-181-35 | weitere Bilder |
| Dorfstraße 1 (Standort)           | Pfarrhof                                  | Zweigeschossiger Halbwalmdachbau mit Zierfachwerk, Giebelseite verschiefert, 1670                                        | D-6-78-181-39 | BW             |
| Dorfstraße 1 (Standort)           | Pfarrhof, Nebengebäude                    | | D-6-78-181-39 | BW             |
| Dorfstraße 1 (Standort)           | Pfarrhof, Umfassungsmauer                 | | D-6-78-181-39 | BW             |
| Dorfstraße 1 (Standort)           | Pfarrhof, Portal zur Kirche               | Mit Kreuzschlepper | D-6-78-181-39 | BW             |
| Dorfstraße 2 (Standort)           | Wohnhaus                                  | Eingeschossiges Giebelhaus mit Fachwerkgiebel und Laube, um 1800                                                         | D-6-78-181-40 | BW             |
| Dorfstraße 2 (Standort)           | Hoftor                                    | | D-6-78-181-40 | BW             |
| Dorfstraße 4 (Standort)           | Hoftor                                    | Mit Fußgängerpforte, Pinienaufsätzen und Radabweisern, bezeichnet „1770“                                                 | D-6-78-181-41 | BW             |
| Dörrgasse 1 (Standort)            | Wohnhaus                                  | Eingeschossiger giebelständiger Satteldachbau mit Fachwerkgiebel und Laube; Hoftor mit Kugelaufsätzen, bezeichnet „1782“ | D-6-78-181-36 | BW             |
| Dörrgasse 4 (Standort)            | Hoftor                                    | Mit Kugelaufsätzen und Radabweisern, Sandstein, Ende 18. Jahrhundert                                                     | D-6-78-181-37 | BW             |
| Dörrgasse 8 (Standort)            | Bauernhaus                                | Zweigeschossiger giebelständiger Satteldachbau mit Laube, Fachwerk, um 1800                                              | D-6-78-181-38 | BW             |
| Ellertshäuser Straße 1 (Standort) | Evangelisch-lutherische Christuskirche    | Hallenkirche mit Nordturm, neuromanisch, von Rudolf Hofmann, 1901                                                        | D-6-78-181-42 | weitere Bilder |
| Wirtgasse 3 (Standort)            | Wohnhaus                                  | Eingeschossiges Giebelhaus mit Fachwerkgiebel und Laube, Pforte bezeichnet „1766“                                        | D-6-78-181-43 | BW             |

### Ballingshausen
| Lage                                                | Objekt                                                   | Beschreibung | Akten-Nr.      | Bild                  |
| --------------------------------------------------- | -------------------------------------------------------- | --- | -------------- | --------------------- |
| Altenmünsterer Straße (Standort)                    | Bildstock                                                | Niedriger Tischsockel, leicht gebauchter runder Schaft, Aufsatz mit Kreuzigung und Pietà, bezeichnet „1799“                                                              | D-6-78-181-44  | weitere Bilder        |
| Am Löhlein (Standort)                               | Bildstock                                                | Hochrechteckiger Sockel mit kurzem gefastem Schaft, Aufsatz mit Pietà und Heiliger Dreifaltigkeit, bezeichnet „1873“                                                     | D-6-78-181-46  | Bildstock             |
| Brünngasse 4 (Standort)                             | Giebelfassade                                            | Mit Fachwerkobergeschoss, 1801, sonst Neubau | D-6-78-181-45  | Giebelfassade         |
| Grund, Steinbruchsweg südlich des Dorfes (Standort) | Wegkreuz                                                 | Kruzifix auf Tischsockel, bezeichnet „1878“, 1952 renoviert | D-6-78-181-54  | weitere Bilder        |
| Kreuzäcker; südlich des Dorfes (Standort)           | Bildstock                                                | Niedriger Tischsockel, runder Schaft, Aufsatz mit Kreuzigung und Pietà, wohl um 1800                                                                                     | D-6-78-181-57  | weitere Bilder        |
| Kreuzäcker; Seestraße (Standort)                    | Bildstock                                                | Aufsatz mit Vierzehnheiligen, Bekrönungsfigur heilige Veronika, bezeichnet „1800“                                                                                        | D-6-78-181-52  | weitere Bilder        |
| Kreisstraße SW 32, nach Altenmünster (Standort)     | Wegkreuz                                                 | Kruzifix auf Tischsockel, 1858, erneuert | D-6-78-181-56  | Wegkreuz              |
| Lauringer Straße 8 (Standort)                       | Erneuertes Giebelhaus                                    | Mit Fachwerkgiebel des 17. Jahrhunderts | D-6-78-181-47  | Erneuertes Giebelhaus |
| Lauringer Straße 10 (Standort)                      | Hoftoranlage                                             | Holzkonstruktion mit korbbogiger Durchfahrt, um 1900, mit Christusfigur                                                                                                  | D-6-78-181-157 | weitere Bilder        |
| Lauringer Straße 13 (Standort)                      | Pforte                                                   | Rundbogige Fußgängerpforte mit einseitigem Radabweiser, um 1600, später bezeichnet „1700“                                                                                | D-6-78-181-48  | Pforte                |
| Lauringer Straße 16 (Standort)                      | Bauernhaus                                               | Eingeschossiger giebelständiger Satteldachbau, verputztes Fachwerk, 18. Jahrhundert                                                                                      | D-6-78-181-49  | weitere Bilder        |
| Lauringer Straße 16 (Standort)                      | Hoftor                                                   | Mit Vasenaufsätzen und Radabweisern, bezeichnet „1822“ | D-6-78-181-49  | weitere Bilder        |
| Nähe Volkershäuser Straße (Standort)                | Bildstock                                                | Großer Aufsatz mit Darstellung der heiligen Bartholomäus und Dionysius, bezeichnet „1800“                                                                                | D-6-78-181-55  | Bildstock             |
| Schulrangen (Standort)                              | Bildstock                                                | Runder Schaft, Aufsatz mit Marienkrönung und Kreuzigung, historistisch, bezeichnet „1951“                                                                                | D-6-78-181-51  | weitere Bilder        |
| Schulrangen 5 (Standort)                            | Katholische Filialkirche St. Bartholomäus und St. Dionys | Chorturmkirche, 1614/15 (dendrochronologisch datiert), der Turm im Kern 1423 (dendrochronologisch datiert), Turmhelm 1604 (dendrochronologisch datiert); mit Ausstattung | D-6-78-181-50  | weitere Bilder        |
| Schulrangen 6 (Standort)                            | Ehemals Schulhaus                                        | Zweigeschossiger Satteldachbau mit Fachwerkobergeschoss, Giebelseite mit schieferähnlicher Verblechung, um 1870                                                          | D-6-78-181-179 | weitere Bilder        |

### Birnfeld
| Lage                                                                | Objekt                              | Beschreibung | Akten-Nr.     | Bild                                |
| ------------------------------------------------------------------- | ----------------------------------- | --- | ------------- | ----------------------------------- |
| An der Linde 1 (Standort)                                           | Katholische Pfarrkirche St. Michael | Einheitlicher Bau von 1808; mit Ausstattung | D-6-78-181-59 | Katholische Pfarrkirche St. Michael |
| An der Linde 7 (Standort)                                           | Fußgängerpforte                     | Mit geohrtem Profil und Kugelaufsätzen, Sandstein, 18. Jahrhundert                                                                             | D-6-78-181-60 | weitere Bilder                      |
| An der Schäferei 2; Nassacher Weg, östlicher Dorfausgang (Standort) | Bildstock                           | Runder Schaft, Aufsatz mit Kreuzigung und heiligem Georg, eisernes Bekrönungskreuz, 1720                                                       | D-6-78-181-81 | weitere Bilder                      |
| An der Schäferei 4 (Standort)                                       | Ehemalige Schäferei                 | Erdgeschossiger Satteldachbau, massiv, 17. Jahrhundert; Nebengebäude; Umfassungsmauer                                                          | D-6-78-181-61 | weitere Bilder                      |
| An der Schäferei 6 (Standort)                                       | Kapelle                             | Kleiner Satteldachbau mit rundbogigen Öffnungen und bekrönendem Giebelkreuz, zweite Hälfte 19. Jahrhundert                                     | D-6-78-181-62 | weitere Bilder                      |
| Haßbergstraße 1 (Standort)                                          | Wohnhaus                            | Zweigeschossiges Giebelhaus mit Laube und Galerie, Fachwerkobergeschosse, bezeichnet „1628“, Erdgeschoss teilweise im 19. Jahrhundert erneuert | D-6-78-181-63 | weitere Bilder                      |
| Haßbergstraße 1 (Standort)                                          | Hoftor                              | Barock, Pforte mit Pinienaufsätzen und Figurengruppe Pietà, 18. Jahrhundert                                                                    | D-6-78-181-63 | weitere Bilder                      |
| Haßbergstraße 7 (Standort)                                          | Hoftor                              | Bezeichnet „1728/1818“ | D-6-78-181-65 | weitere Bilder                      |
| Haßbergstraße 7 (Standort)                                          | Mauer                               | Mit Bildstockaufsatz, 18. Jahrhundert | D-6-78-181-65 | weitere Bilder                      |
| Haßbergstraße 9 (Standort)                                          | Wohnhaus                            | Zweigeschossiger giebelständiger Satteldachbau, Fachwerk, 18. Jahrhundert                                                                      | D-6-78-181-66 | BW                                  |
| Haßbergstraße 14 (Standort)                                         | Hoftor                              | Mit Fußgängerpforte, Kugelaufsätze und Radabweiser, Sandstein, 1793                                                                            | D-6-78-181-67 | weitere Bilder                      |
| Haßbergstraße 16 (Standort)                                         | Wohnhaus                            | Zweigeschossiges Giebelhaus mit reichem Fachwerkobergeschoss, 17. Jahrhundert, Erdgeschoss 1862                                                | D-6-78-181-68 | weitere Bilder                      |
| Haßbergstraße 26 (Standort)                                         | Wohnhaus                            | Zweigeschossiger traufständiger Halbwalmdachbau mit Fachwerkobergeschoss und korbbogiger Tordurchfahrt, bezeichnet „1829“                      | D-6-78-181-69 | weitere Bilder                      |
| Haßbergstraße 26 (Standort)                                         | Hausmadonna                         | Neugotisch | D-6-78-181-69 | BW                                  |
| Haßbergstraße 29 (Standort)                                         | Fußgängerpforte                     | Mit Kugelaufsätzen und Immaculata, 18. Jahrhundert                                                                                             | D-6-78-181-70 | weitere Bilder                      |
| Haßbergstraße 36 (Standort)                                         | Hoftor                              | Mit Fußgängerpforte, Kugelaufsätze, 18. Jahrhundert                                                                                            | D-6-78-181-72 | weitere Bilder                      |
| Haßbergstraße; An der Linde (Standort)                              | Dorflinde                           | Mit Unterbau aus Sandsteinsäulen mit Sockel und Kapitel, Inschriftentafel, bezeichnet „1719“                                                   | D-6-78-181-58 | weitere Bilder                      |
| Nähe Haßbergstraße (Standort)                                       | Immaculata-Figur                    | Bezeichnet „1863“ | D-6-78-181-71 | weitere Bilder                      |
| an der Straße nach Bundorf, Langenlohe (Standort)                   | Bildstock                           | Aufsatz mit Relief der Pietà, bezeichnet „1903“                                                                                                | D-6-78-181-82 | weitere Bilder                      |
| Schloßgasse; vor der Schlossmauer (Standort)                        | Bildstock                           | Aufsatz mit Marienkrönung und Kreuzigung, bezeichnet „1690“                                                                                    | D-6-78-181-80 | weitere Bilder                      |
| Schloßgasse 1 (Standort)                                            | Wohnhaus                            | Zweigeschossiges Giebelhaus mit Fachwerkobergeschoss, im Giebel Zierfachwerk, 18. Jahrhundert                                                  | D-6-78-181-73 | weitere Bilder                      |
| Schloßgasse 1 (Standort)                                            | Fußgängerpforte                     | Bezeichnet „1729“ | D-6-78-181-73 | weitere Bilder                      |
| Schloßgasse 2 (Standort)                                            | Wohnhaus                            | Zweigeschossiger Halbwalmdachbau auf hohem Sockel, Fachwerkobergeschoss, um 1800                                                               | D-6-78-181-74 | weitere Bilder                      |
| Schloßgasse 2 (Standort)                                            | Rückgebäude                         | | D-6-78-181-74 | weitere Bilder                      |
| Schloßgasse 3 (Standort)                                            | Pfarrhof                            | Zweigeschossiges Fachwerkhaus mit Satteldach, Giebel mit Zierfachwerk, 1695                                                                    | D-6-78-181-75 | weitere Bilder                      |
| Schloßgasse 3 (Standort)                                            | Pfarrhof, Nebengebäude und Hoftor   | Mit Fußgängerpforte, 19. Jahrhundert | D-6-78-181-75 | weitere Bilder                      |
| Schloßgasse 5 (Standort)                                            | Brunnenhäuschen                     | Brunnenbecken mit vier gefasten Sandsteinpfeilern und Zeltdach, 18. Jahrhundert                                                                | D-6-78-181-77 | weitere Bilder                      |
| Schloßgasse 5 (Standort)                                            | Ehemaliges Schloss                  | Zweigeschossiger Walmdachbau mit rustiziertem Portal und geohrten Fensterrahmungen, 1719                                                       | D-6-78-181-76 | weitere Bilder                      |
| Schloßgasse 5 (Standort)                                            | Zwei Gartenpavillons                | | D-6-78-181-76 | BW                                  |
| Schloßgasse 5 (Standort)                                            | Ehemaliges Zehnthaus                | Satteldachbau mit Volutengiebel, 17. Jahrhundert, Kellerzugang bezeichnet „1565“                                                               | D-6-78-181-76 | weitere Bilder                      |
| Schloßgasse 9 (Standort)                                            | Wohnhaus                            | Zweigeschossiger giebelständiger Satteldachbau, Fachwerk, wohl 18. Jahrhundert                                                                 | D-6-78-181-78 | Wohnhaus                            |
| Schloßgasse 11 (Standort)                                           | Wohnhaus                            | Zweigeschossiger giebelständiger Satteldachbau, Fachwerk, mit überdachtem Eingang, 18. Jahrhundert                                             | D-6-78-181-79 | weitere Bilder                      |
| Wettringer Weg (Standort)                                           | Wegkreuz                            | Kruzifix auf niedrigem Tischsockel, Sandstein, bezeichnet „1787“                                                                               | D-6-78-181-64 | weitere Bilder                      |

### Fuchsstadt
| Lage                                 | Objekt                                | Beschreibung | Akten-Nr.      | Bild           |
| ------------------------------------ | ------------------------------------- | --- | -------------- | -------------- |
| Aidhäuser Weg 1 (Standort)           | Gutshof                               | Historistisches Fachwerkhaus, Ende 19. Jahrhundert | D-6-78-181-83  | BW             |
| Münsterer Weg 6 (Standort)           | Katholische Filialkirche St. Nikolaus | Turm wohl 15. Jahrhundert, Langhaus um 1730; mit Ausstattung | D-6-78-181-84  | weitere Bilder |
| Hinter der Kirche (Standort)         | Säulenbildstock                       | Aufsatz mit Reliefs der Marienkrönung und der Vierzehn Nothelfer, seitlich Hll. Petrus und Paulus, in neugotischen und korinthisierenden Formen, Ende 19. Jahrhundert | D-6-78-181-182 | BW             |
| Reichmannshäuser Straße 1 (Standort) | Wohnhaus, ehemalige Schule            | Eingeschossiges Fachwerkhaus mit Halbwalmdach, bezeichnet „1788“, jüngerer Backsteingiebel auf der Südseite, traufseitige Verbreiterung                               | D-6-78-181-85  | weitere Bilder |
| Rosengarten 2 (Standort)             | Wohnhaus                              | Eingeschossiges Giebelhaus mit Fachwerkgiebel über Sandsteinquadersockel, 1790                                                                                        | D-6-78-181-86  | weitere Bilder |
| Zum See 9 (Standort)                 | Fußgängerpforte                       | Mit Vasenaufsätzen und einseitigem Radabweiser, 19. Jahrhundert | D-6-78-181-87  | weitere Bilder |
| Zum See 10 (Standort)                | Hoftor                                | Mit Vasenaufsätzen und Radabweisern, Sandstein, bezeichnet „1848“ | D-6-78-181-88  | weitere Bilder |
| Zum See 18 (Standort)                | Kommunbrauhaus                        | Dreiteilige Baugruppe, Sandstein und Fachwerk, 1850 | D-6-78-181-164 | BW             |

### Mailes
| Lage                          | Objekt                              | Beschreibung                                                                                    | Akten-Nr.     | Bild                               |
| ----------------------------- | ----------------------------------- | ----------------------------------------------------------------------------------------------- | ------------- | ---------------------------------- |
| Kirchhof 1 (Standort)         | Evangelisch-lutherische Lukaskirche | Chor zweite Hälfte 15. Jahrhundert, Langhaus 1729 von J .G. Danzer; mit Ausstattung             | D-6-78-181-89 | weitere Bilder                     |
| Kirchhof 5 (Standort)         | Hoftor                              | Mit Radabweisern und Fußgängerpforte mit Kugelaufsätzen, bezeichnet „1748“                      | D-6-78-181-90 | Hoftor                             |
| Maileser Straße 5 (Standort)  | Fußgängerpforte mit Kugelaufsätzen  | Sandstein, 18. Jahrhundert                                                                      | D-6-78-181-91 | Fußgängerpforte mit Kugelaufsätzen |
| Maileser Straße 6 (Standort)  | Fußgängerpforte mit Kugelaufsätzen  | Sandstein, bezeichnet „1770“                                                                    | D-6-78-181-92 | BW                                 |
| Maileser Straße 9 (Standort)  | Hoftor                              | Fußgängerpforte mit Kugelaufsätzen und barockem Dekor, zum ehemaligen Kirchhof, 18. Jahrhundert | D-6-78-181-93 | Hoftor                             |
| Maileser Straße 20 (Standort) | Hoftor                              | Fußgängerpforte mit Kugelaufsätzen, Sandstein, 18. Jahrhundert                                  | D-6-78-181-94 | Hoftor                             |

### Oberlauringen
| Lage                                   | Objekt                                           | Beschreibung                                                                           | Akten-Nr.      | Bild                                    |
| -------------------------------------- | ------------------------------------------------ | -------------------------------------------------------------------------------------- | -------------- | --------------------------------------- |
| Am Plan 1 (Standort)                   | Rathaus                                          | Freistehender Fachwerkbau, zweigeschossig mit Satteldach, 18./19. Jahrhundert          | D-6-78-181-95  | weitere Bilder                          |
| Am Plan 2 (Standort)                   | Wohn- und Gasthaus                               | Zweigeschossiger Walmdachbau mit Fachwerkobergeschoss, 18. Jahrhundert                 | D-6-78-181-96  | weitere Bilder                          |
| Am Plan 3 (Standort)                   | Bauernhof                                        | Zweigeschossiges Fachwerkhaus mit Mansarddach, 18. Jahrhundert                         | D-6-78-181-97  | weitere Bilder                          |
| Am Plan 3 (Standort)                   | Bauernhof, Nebengebäude                          | Fachwerk                                                                               | D-6-78-181-97  | weitere Bilder                          |
| Am Plan 3 (Standort)                   | Bauernhof, Hoftor                                | Fußgängerpforte bezeichnet „1776“                                                      | D-6-78-181-97  | weitere Bilder                          |
| Dr.-Burghard-Straße 1 (Standort)       | Wohnhaus                                         | Eingeschossiges Giebelhaus, Giebel mit Zierfachwerk, 18. Jahrhundert                   | D-6-78-181-99  | weitere Bilder                          |
| Dr.-Burghard-Straße 1 (Standort)       | Hoftor                                           | Bezeichnet „1750“                                                                      | D-6-78-181-99  | weitere Bilder                          |
| Dr.-Burghard-Straße 5 (Standort)       | Barockpforte, sogenannte Rückertpforte           | Eingang zum ehemaligen Anwesen der Familie Rückert, bezeichnet „1752“                  | D-6-78-181-101 | weitere Bilder                          |
| Dr.-Burghard-Straße 5 (Standort)       | Erinnerungstafel an Friedrich Rückert            |                                                                                        | D-6-78-181-101 | weitere Bilder                          |
| Dr.-Burghard-Straße 6 (Standort)       | Hoftor                                           | Mit Radabweisern und Fußgängerpforte, Sandsteinquader, 18. Jahrhundert                 | D-6-78-181-100 | weitere Bilder                          |
| Nähe Ebental (Standort)                | Grabstätte der Freiherren von Grunelius          | 19. Jahrhundert                                                                        | D-6-78-181-98  | Grabstätte der Freiherren von Grunelius |
| Friedrich-Rückert-Straße 7 (Standort)  | Hoftor                                           | Mit Fußgängerpforte und Kugelaufsätzen, 18. Jahrhundert                                | D-6-78-181-102 | weitere Bilder                          |
| Friedrich-Rückert-Straße 29 (Standort) | Wohnhaus                                         | Eingeschossiges giebelständiges Fachwerkhaus mit Längslaube, um 1800                   | D-6-78-181-103 | weitere Bilder                          |
| Friedrich-Rückert-Straße 35 (Standort) | Wohnhaus                                         | Eingeschossiges giebelständiges Fachwerkhaus, Giebel mit Zierfachwerk, 18. Jahrhundert | D-6-78-181-104 | weitere Bilder                          |
| Friedrich-Rückert-Straße 38 (Standort) | Wohnhaus                                         | Eingeschossiges giebelständiges Fachwerkhaus, Giebel mit Zierfachwerk, 18. Jahrhundert | D-6-78-181-105 | weitere Bilder                          |
| Friedrich-Rückert-Straße 44 (Standort) | Wohnhaus                                         | Eingeschossiges giebelständiges Fachwerkhaus mit Längslaube, 18. Jahrhundert           | D-6-78-181-106 | weitere Bilder                          |
| Kaulhügel 2 (Standort)                 | Evangelisch-lutherische Pfarrkirche Heilig-Kreuz | Chorturmkirche, um 1705, Langhaus 1892 erhöht; mit Ausstattung                         | D-6-78-181-107 | weitere Bilder                          |
| Kaulhügel 2 (Standort)                 | Reste der Kirchhofummauerung                     |                                                                                        | D-6-78-181-107 | weitere Bilder                          |
| Kaulhügel 2 (Standort)                 | Freitreppe und barockes Pfeilerportal            |                                                                                        | D-6-78-181-107 | weitere Bilder                          |
| Kaulhügel 3 (Standort)                 | Pfarrhaus                                        | Zweigeschossiger giebelständiger Sandsteinquaderbau mit Satteldach, um 1860            | D-6-78-181-108 | weitere Bilder                          |
| Untere Judengasse 17 (Standort)        | Wohnhaus                                         | Zweigeschossiger giebelständiger Satteldachbau, Fachwerk, frühes 19. Jahrhundert       | D-6-78-181-109 | weitere Bilder                          |
| Vogelsbaum 4 (Standort)                | Hoftor                                           | Mit Fußgängerpforte und Kugelaufsätzen, Sandstein, bezeichnet „1757“                   | D-6-78-181-110 | weitere Bilder                          |
| Zum Schloß 2 (Standort)                | Wohnhaus                                         | Eingeschossiges Giebelhaus, Giebel mit Zierfachwerk, 18. Jahrhundert                   | D-6-78-181-111 | weitere Bilder                          |
| Zum Schloß 3 (Standort)                | Historisierendes Fachwerkhaus                    | Ende 19. Jahrhundert                                                                   | D-6-78-181-158 | weitere Bilder                          |
| Zum Schloß 3 (Standort)                | Barocktor zum Schlosspark                        | 18. Jahrhundert                                                                        | D-6-78-181-158 | weitere Bilder                          |
| Zum Schloß 4 (Standort)                | Schloss                                          | Zweigeschossiger Walmdachbau mit Mittelrisalit, spätklassizistisch, um 1860            | D-6-78-181-112 | weitere Bilder                          |
| Zum Schloß 4 (Standort)                | Nebengebäude                                     | Zum Schloss gehörig, gleichzeitig                                                      | D-6-78-181-112 | weitere Bilder                          |
| Hohlig; westlich des Ortes (Standort)  | Jüdischer Friedhof                               | Mit Grabsteinen des 19./20. Jahrhunderts, seit 1832 belegt                             | D-6-78-181-162 | weitere Bilder                          |

### Rampertsmühle
| Lage                     | Objekt        | Beschreibung | Akten-Nr.      | Bild           |
| ------------------------ | ------------- | --- | -------------- | -------------- |
| Rampertsmühle (Standort) | Rampertsmühle | Stumpfwinklig zusammengefügtes Mühlengehöft mit Wohnhaus, Mühle, Ställen und Scheune, im Kern 18. Jahrhundert, Wohnhaus Neubau von 1856 | D-6-78-181-113 | weitere Bilder |

### Sulzdorf
| Lage                                                   | Objekt                               | Beschreibung                                                                                         | Akten-Nr.      | Bild           |
| ------------------------------------------------------ | ------------------------------------ | --- | -------------- | -------------- |
| Am Geißler; Geißler; Hag; südlich des Ortes (Standort) | Pfaffensteg                          | Steg mit rundbogiger Brücke über den Bach Geisler, Sandsteinquader, wohl 18. Jahrhundert             | D-6-78-181-161 | weitere Bilder |
| Ecke Gottesackerweg (Standort)                         | Bildstock                            | Mit Heiliger Dreifaltigkeit, neugotisch, um 1900                                                     | D-6-78-181-159 | Bildstock      |
| Hauptstraße 14 (Standort)                              | Bauernanwesen                        | Eingeschossiges Wohnhaus, Giebel mit Zierfachwerk, 17. Jahrhundert                                   | D-6-78-181-114 | weitere Bilder |
| Hauptstraße 14 (Standort)                              | Hausmadonna                          | | D-6-78-181-114 | weitere Bilder |
| Hauptstraße 19 (Standort)                              | Hoftor                               | Mit Radabweisern und Kugelaufsätzen, Fußgängerpforte, spätes 18. Jahrhundert                         | D-6-78-181-116 | weitere Bilder |
| In Sulzdorf (Standort)                                 | Bildstock                            | Tischsockel mit rundem Schaft, Aufsatz mit Marienkrönungsrelief, darunter Pietà, bezeichnet „1831“   | D-6-78-181-115 | Bildstock      |
| In Sulzdorf; Westende des Dorfes (Standort)            | Bildstock                            | Von Ranken umwundener Schaft, Aufsatz mit Marienkrönung und Vierzehnheiligen, 1800                   | D-6-78-181-118 | weitere Bilder |
| Knüpplein, an der Straße nach Wettringen (Standort)    | Kreuzschlepper                       | Freifigur auf schmalrechteckigem Sockel, Sandstein, bezeichnet „1791“                                | D-6-78-181-160 | BW             |
| Liborius-Wagner-Platz 3 (Standort)                     | Ehemaliges Schulhaus                 | Zweigeschossiger Fachwerkbau mit Satteldach, 1789, 1876/78 aufgestockt                               | D-6-78-181-178 | weitere Bilder |
| Liborius-Wagner-Platz 4 (Standort)                     | Katholische Filialkirche St. Jakobus | Saalbau mit polygonalem Chorabschluss und Chorturm, Turm spätgotisch, Langhaus 1783; mit Ausstattung | D-6-78-181-117 | weitere Bilder |
| Nähe Hauptstraße, Straße nach Wetzhausen (Standort)    | Wegkreuz                             | Kruzifix auf gebauchtem Sockel, mit Marienfigur, 1765/1838                                           | D-6-78-181-119 | Wegkreuz       |
| Sebastian-Zeißner-Straße 24 (Standort)                 | Friedhofsmauer                       | Sandstein, erste Hälfte 19. Jahrhundert                                                              | D-6-78-181-163 | weitere Bilder |
| Sebastian-Zeißner-Straße 24 (Standort)                 | Kreuzwegstationen                    | Sandstein mit Gusseisenreliefs, neugotisch, um 1900                                                  | D-6-78-181-163 | weitere Bilder |

### Wettringen
| Lage                                                                             | Objekt                               | Beschreibung | Akten-Nr.      | Bild           |
| -------------------------------------------------------------------------------- | ------------------------------------ | --- | -------------- | -------------- |
| In Wettringen (Standort)                                                         | Bildstock                            | Kleiner Sockel mit rundem Schaft, Aufsatz mit Relief der Marienkrönung und Mondsichelmadonna, 18. Jahrhundert                                 | D-6-78-181-134 | Bildstock      |
| In Wettringen (Standort)                                                         | Bildstock                            | Kreuzigungsrelief, Aufsatz bezeichnet „1564“, Sockelinschrift 1864                                                                            | D-6-78-181-135 | BW             |
| Ecke Moschenwiese/Wettringer Straße; am Ortsausgang Richtung Sulzdorf (Standort) | Bildstock                            | Gefaster Schaft, Aufsatz mit Kreuzigungsrelief, bezeichnet „1609“                                                                             | D-6-78-181-136 | weitere Bilder |
| Kreisstraße SW 4; Straße nach Fuchsstadt (Standort)                              | Kreuzschlepper                       | Freifigur auf rundem Schaft, 1931 | D-6-78-181-137 | BW             |
| Raiffeisenstraße 1 (Standort)                                                    | Hoftor                               | 18. Jahrhundert | D-6-78-181-130 | BW             |
| Raiffeisenstraße 2 (Standort)                                                    | Hofanlage                            | Traufseitiger Satteldachbau mit überbautem Hoftor, Fachwerk, 1805                                                                             | D-6-78-181-120 | weitere Bilder |
| Raiffeisenstraße; Sankt-Kilians-Platz; Wettringer Straße (Standort)              | Bildstock                            | Niedriger Sockel mit rundem Schaft, Aufsatz mit Marienkrönung und Vierzehn Heiligen, Bekrönungsfigur, bezeichnet „1824“                       | D-6-78-181-121 | weitere Bilder |
| Sankt-Kilians-Platz 1; am Nebengebäude (Standort)                                | Hausfigur                            | Marienkrönung, wohl um 1800 | D-6-78-181-122 | weitere Bilder |
| Sankt-Kilians-Platz 2 (Standort)                                                 | Bauernhof                            | Eingeschossiger Mansardhalbwalmdachbau, Fachwerk auf Sandsteinsockel, Stallteil aus Sandsteinquadermauerwerk, 1792; nicht nachqualifiziert    | D-6-78-181-123 | weitere Bilder |
| Sankt-Kilians-Platz 2 (Standort)                                                 | Fußgängerpforte                      | 1810; nicht nachqualifiziert | D-6-78-181-123 | weitere Bilder |
| Sankt-Kilians-Platz 2 (Standort)                                                 | Scheune und Nebengebäude             | nicht nachqualifiziert | D-6-78-181-123 | BW             |
| Sankt-Kilians-Platz 4 (Standort)                                                 | Ehemaliges Pfarrhaus                 | Zweigeschossiger Mansardwalmdachbau mit Kantenlisenen und Geschossgesims, 18. Jahrhundert                                                     | D-6-78-181-124 | weitere Bilder |
| Sankt-Kilians-Platz 5; Sankt-Kilians-Platz 6 (Standort)                          | Katholische Filialkirche St. Kilian  | Turm im Kern 1519, sonst 1775–77 | D-6-78-181-125 | weitere Bilder |
| Sankt-Kilians-Platz 5; Sankt-Kilians-Platz 6 (Standort)                          | Kirchhofmauer                        | | D-6-78-181-125 | BW             |
| Sankt-Kilians-Platz 5; Sankt-Kilians-Platz 6 (Standort)                          | Kirchhofportal                       | 18. Jahrhundert | D-6-78-181-125 | BW             |
| Sankt-Kilians-Platz 7 (Standort)                                                 | Wohnhaus                             | Zweigeschossiger traufständiger Satteldachbau mit Fachwerkobergeschoss, wohl 17. Jahrhundert                                                  | D-6-78-181-126 | weitere Bilder |
| Wettringer Straße 1 (Standort)                                                   | Fußgängerpforte                      | Sandstein, bezeichnet „1762“ | D-6-78-181-127 | weitere Bilder |
| Wettringer Straße 4 (Standort)                                                   | Ausleger eines ehemaligen Gasthauses | Eisen, bezeichnet „1790“ | D-6-78-181-128 | BW             |
| Wettringer Straße 5 (Standort)                                                   | Hoftor                               | Mit Pinienzapfen, 18. Jahrhundert | D-6-78-181-129 | weitere Bilder |
| Wettringer Straße 13 (Standort)                                                  | Hoftor                               | Mit Vasenaufsätzen und Zopfmustern, bezeichnet „1856“                                                                                         | D-6-78-181-131 | weitere Bilder |
| Wettringer Straße 13 (Standort)                                                  | Pietà                                | 19. Jahrhundert | D-6-78-181-131 | weitere Bilder |
| Wettringer Straße 17 (Standort)                                                  | Hoftor                               | Mit Pinienaufsätzen, Sandstein, 18. Jahrhundert                                                                                               | D-6-78-181-132 | weitere Bilder |
| Wettringer Straße 19 (Standort)                                                  | Ehemaliger Gasthof                   | Zweigeschossiger traufständiger Satteldachbau mit Fachwerkobergeschoss, großer Torbogen mit Durchfahrt und Fußgängerpforte, bezeichnet „1848“ | D-6-78-181-133 | weitere Bilder |
| Wettringer Straße 19 (Standort)                                                  | Ehemaliger Gasthof                   | Schmiedeeiserner Ausleger | D-6-78-181-133 | weitere Bilder |

### Wetzhausen
| Lage                                            | Objekt                                                                             | Beschreibung | Akten-Nr.      | Bild           |
| ----------------------------------------------- | ---------------------------------------------------------------------------------- | --- | -------------- | -------------- |
| Alter Schloßweg 1 (Standort)                    | Evangelisch-lutherische Martinskirche                                              | Saalkirche mit polygonalem Chorabschluss, einheitlicher Bau von 1707 bis 1708; mit Ausstattung | D-6-78-181-138 | weitere Bilder |
| Alter Schloßweg 2 (Standort)                    | Wohnhaus                                                                           | Zweigeschossiger Halbwalmdachbau mit Fachwerkobergeschoss, im Kern 1577, 1882 erneuert | D-6-78-181-139 | weitere Bilder |
| Alter Schloßweg 3 (Standort)                    | Wohnstallhaus                                                                      | Eingeschossiger giebelständiger Mansardhalbwalmdachbau mit Fachwerkgiebel, ehemals zum Wirtschaftshof des Schlosses gehörig, bezeichnet „1811“                                                                                         | D-6-78-181-140 | weitere Bilder |
| Alter Schloßweg 5; Alter Schloßweg 7 (Standort) | Gutshofanlage des Schlosses                                                        | Lose Gruppierung von Wirtschaftsbauten, 17.–19. Jahrhundert | D-6-78-181-141 | weitere Bilder |
| Alter Schloßweg 6 (Standort)                    | Wohnhaus                                                                           | Zweigeschossiger Mansarddachbau, verputztes Fachwerk, 18. Jahrhundert | D-6-78-181-142 | weitere Bilder |
| Alter Schloßweg 10 (Standort)                   | Altes Schloss, seit dem 14. Jahrhundert Stammschloss der Truchsesse von Wetzhausen | Viergeschossige Anlage in vier Flügeln um einen rechteckigen Hof, an der Vorderfront polygonale Ecktürme und Erker, im Kern mittelalterlich, nach Zerstörung im Bauernkrieg Neubau unter Verwendung älterer Teile, 16./17. Jahrhundert | D-6-78-181-143 | weitere Bilder |
| Craheim 1 (Standort)                            | Schloss Craheim                                                                    | Vierflügeliger Mansarddachbau mit doppelläufiger Freitreppe, neubarock, 1908–10 von Architekt Johannes Jakober; Neurokoko-Gitter, bezeichnet „1910“                                                                                    | D-6-78-181-144 | weitere Bilder |
| Wetzhäuser Straße 7 (Standort)                  | Hoftor mit Fußgängerpforte                                                         | Kugelaufsätze, bezeichnet „1768“ | D-6-78-181-145 | weitere Bilder |
| Wetzhäuser Straße 10 (Standort)                 | Wohnhaus                                                                           | Eingeschossiger giebelständiger Satteldachbau mit Längslaube, Fachwerk, frühes 19. Jahrhundert | D-6-78-181-146 | weitere Bilder |
| Wetzhäuser Straße 12 (Standort)                 | Hoftor mit Fußgängerpforte                                                         | Kugelaufsätze, 1739 | D-6-78-181-147 | weitere Bilder |
| Wetzhäuser Straße 14 (Standort)                 | Wohnhaus                                                                           | Eingeschossiges giebelständiges Fachwerkhaus mit Längslaube, frühes 19. Jahrhundert | D-6-78-181-148 | weitere Bilder |
| Wetzhäuser Straße 17 (Standort)                 | Wohnhaus                                                                           | Zweigeschossiger giebelständiger Satteldachbau mit Zierfachwerk und Längslaube, bezeichnet „1705“ | D-6-78-181-149 | weitere Bilder |
| Wetzhäuser Straße 20 (Standort)                 | Wohnhaus                                                                           | Zweigeschossiger traufständiger Satteldachbau mit Fachwerkobergeschoss, bezeichnet „1857“ | D-6-78-181-150 | weitere Bilder |

## Ehemalige Baudenkmäler
In diesem Abschnitt sind Objekte aufgeführt, die früher einmal in der Denkmalliste eingetragen waren, jetzt aber nicht mehr. Objekte, die in anderem Zusammenhang also z. B. als Teil eines Baudenkmals weiter eingetragen sind, sollen hier nicht aufgeführt werden. Aktennummern in diesem Abschnitt sind ehemalige, jetzt nicht mehr gültige Aktennummern.

| Lage                                     | Objekt     | Beschreibung                                  | Akten-Nr.     | Bild |
| ---------------------------------------- | ---------- | --------------------------------------------- | ------------- | ---- |
| Ballingshausen Untere Gasse 3 (Standort) | Giebelhaus | Mit Fachwerkobergeschoss, 18./19. Jahrhundert | D-6-78-181-53 | BW   |

## Abgegangene Baudenkmäler
In diesem Abschnitt sind Objekte aufgeführt, die früher einmal in der Denkmalliste eingetragen waren, jetzt aber nicht mehr existieren, z. B. weil sie abgebrochen wurden. Aktennummern in diesem Abschnitt sind ehemalige, jetzt nicht mehr gültige Aktennummern.

| Lage                                  | Objekt    | Beschreibung                                                                         | Akten-Nr.      | Bild |
| ------------------------------------- | --------- | ------------------------------------------------------------------------------------ | -------------- | ---- |
| Stadtlauringen Beckenstraße 4 ()      | Wohnhaus  | Zweigeschossiges Fachwerkgiebelhaus, Giebel historistisch verblecht, 18. Jahrhundert | D-6-78-181-153 |      |
| Stadtlauringen Kitzgasse 1 (Standort) | Bauernhof | Zweigeschossiger Walmdachbau mit Fachwerk, verputzt, 18. Jahrhundert                 | D-6-78-181-20  | BW   |